# Jörgen Ohlsson
Jörgen Ohlsson, född 10 april 1972 i Malmö, Sverige, är en svensk före detta fotbollsspelare.

## Karriär
Ohlsson kom till Malmö FF:s ungdomslag 1987 och stannade i klubben fram till han tvingades avsluta karriären på grund av skada 2004. Han spelade 266 ligamatcher för klubben och gjorde 34 mål. Som en allroundspelare kunde Ohlsson dyka upp på de flesta positioner. Under hans tolv säsonger i A-laget fick han inte vinna något SM-guld, men var en ordinarie spelare som ofta spelade en viktig roll för laget. Hans vanligaste position var i backlinjen, men trots alla matcher på den högsta svenska nivån fick han inte spela en enda landskamp.